# دونالد أوغيلفي
دونالد أوغيلفي (بالإنجليزية: Alick Ogilvie)‏ هو لاعب كرة قدم أسترالية أسترالي، ولد في 7 يناير 1887 في Williamstown, Victoria ‏ في أستراليا، وتوفي في 18 أغسطس 1915 في مالطا.

## وصلات خارجية
- دونالد أوغيلفي على موقع AustralianFootball.com (الإنجليزية)
- دونالد أوغيلفي على موقع AFLtables.com (الإنجليزية)